# Лиддская икона Божией Матери

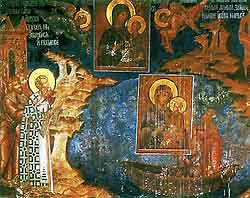
Патриарх Герман опускает в море Лиддскую икону Богородицы, чтобы спасти её от иконоборцев

Лиддская икона Божией Матери (Римская икона Пресвятой Богородицы) — почитаемая в Православной церкви икона Богородицы. Празднование совершается 12 (25) марта (Лиддская на столпе) и 26 июня (9 июля). Икона относится к иконописному типу Одигитрия. На некоторых иконах называемых Лиддской, десницы Богородицы и Иисуса соприкасаются так, что Дева Мария прикрывает кистью руку своего Сына.

## Сказание
Согласно византийскому сказанию, также изложенному святителем Димитрией Ростовским, первообраз иконы является нерукотворным и появился в городе Лидда (совр. Лод), где апостолами Петром и Иоанном был сооружен храм в честь Пресвятой Богородицы. Придя в Иерусалим, апостолы просили Божию Матерь посетить и Своим присутствием освятить и благословить этот храм. Богородица сказала: «Идите с миром, там и Я с вами буду». Вернувшись в Лиддский храм, апостолы увидели на одном из каменных столпов нерукотворный образ Пресвятой Богородицы. Затем Божия Матерь посетила Лиддский храм и «подала Своему образу благодать и силу чудотворения».
В период правления императора Юлиана Отступника (361—363) образ пытались уничтожить, но каменотёсы не смогли повредить его,  он лишь углублялся внутрь столпа. После этого Лидда стала местом христианского паломничества.
В VIII веке будущий Константинопольский патриарх Герман посетил храм в Лидде и повелел одному иконописцу сделать на доске точный список с этого образа. После этого Герман привёз икону в Константинополь. С началом гонений на православных со стороны императора-иконоборца Льва Исаврянина патриарх Герман, находясь в изгнании, ради спасения иконы, опустил её в море. За одни сутки икона приплыла в Рим, где по божественному откровению была встречена папой Григорием и принесена им в собор Святого Петра. С тех пор от иконы происходили чудеса и подавались исцеления. Перед своим изгнанием из византийской столицы патриарх Герман также отправил по морю икону Иисуса Христа, которая также приплыла в Рим.
В IX веке, когда на Востоке при императоре Михаиле III было восстановлено иконопочитание, икона снялась со своего места в соборе Святого Петра и достигнув Тибра, опустилась на его воды и поплыла по течению к морю. Вскоре икона приплыла в Константинополь, где была принесена царице Феодоре. Патриарх Мефодий перенес образ из царских палат на площадь Халкопратию и там поместили его в храме Пресвятой Богородицы.
С того времени чудотворный образ стал называться «Римским». Празднование в его честь было установлено на 26 июня (9 июля). Память Лиддской иконе Богоматери (на столпе) празднуется 12 (25) марта.
История спасения иконы в период иконоборчества основана на историческом факте отправки патриархом Германом в Рим папе Григорию II ряда константинопольских святынь, которые в настоящее время хранятся в личной папской капелле Сан-Лоренцо рядом с базиликой Сан-Джованни ин Латерано.

## В России
На Руси в середине XVI века история Лиддской иконы получила новое толкование. Эта икона стала отождествляться с Тихвинской иконой Божией Матери. В одной из версий «Сказания о Тихвинской иконе Богоматери» повествуется о том, что незадолго до завоевания Константинополя турками в 1453 году, Лиддская икона исчезла из храма в Константинополе и появилась в новгородских пределах.
Лиддская икона Богоматери пользовалась особым вниманием в Московском царстве во второй половине XVI века. Об этом свидетельствует создание в этот период нескольких произведений с иллюстрациями Сказания о Лиддской иконе. В настоящее время известно пять таких памятников:
- фресковый цикл Троицкой церкви Александровой слободы (60-е годы XVI века),
- подвесная пелена с гравированными изображениями на дробницах из Благовещенского собора Московского Кремля (60—90 годы XVI века, ныне находится в Музее Московского Кремля),
- икона 1588 года с клеймами из Ростовского Борисоглебского монастыря (ныне находится в Государственном музее-заповеднике «Ростовский Кремль»),
- фресковый цикл в Смоленском соборе Новодевичьего монастыря в Москве (XVI век)
- фресковый цикл в Благовещенском соборе Сольвычегодска (1600 год, под записью).

Все циклы представляют подробную версию повествования и отличаются друг от друга лишь некоторыми деталями, исключение составляет роспись Смоленского собора, имеющая сокращенный вариант этой же истории.

## Похожие иконы в Италии
Историк Н. П. Кондаков высказывал предположение, что Лиддская икона может быть соотнесена с иконой Божией Матери «Спасение народа Римского» (VI век) из римской базилики Санта-Мария-Маджоре. Историк 
А. Н. Грабар отождествлял Лиддскую икону с энкаустическим образом Богоматери конца VII — начала VIII века из церкви Санта-Франческа-Романа в Риме.